# Johann Georg Rainer

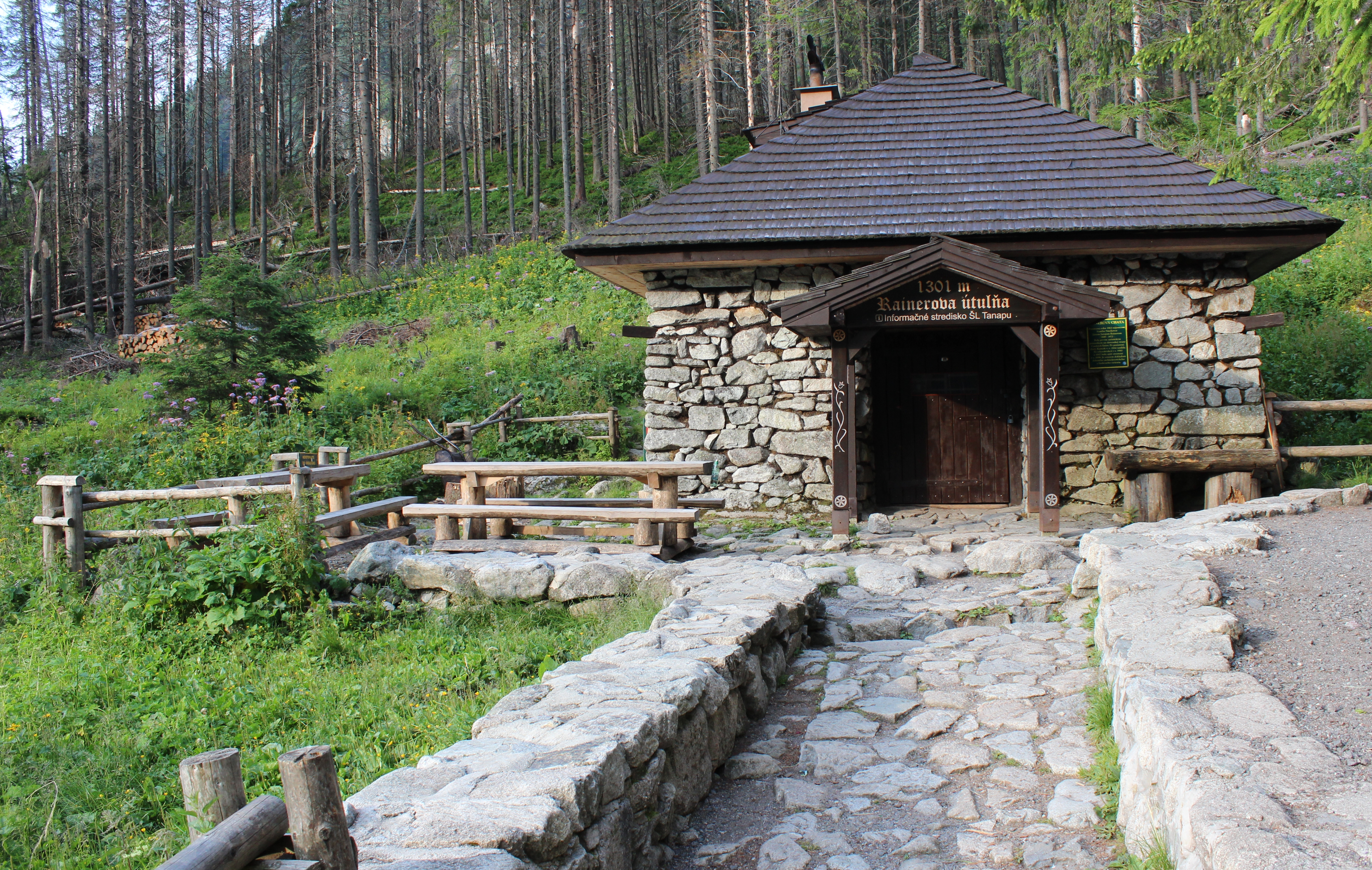
pierwsze schronisko w Tatrach – Rainerowa Chatka

Johann Georg Rainer, w literaturze słowackiej Ján Juraj Rainer (ur. 3 kwietnia 1800 w Spiskiej Sobocie, zm. 23 lutego 1872 tamże) – spiskoniemiecki przedsiębiorca, działacz turystyczny, propagator podtatrzańskich uzdrowisk i tatrzańskiej turystyki, badacz tatrzańskiej przyrody.

## Życiorys
Johann Georg Rainer był dzierżawcą Starego Smokowca w latach 1833–1868. W trakcie jego zarządzania wieś rozrosła się, wzrosła liczba ścieżek i dróg w jej otoczeniu. Rainer miał także duży wkład w rozbudowę smokowieckiego uzdrowiska. W 1865 roku wybudował na Staroleśnej Polanie w Dolinie Zimnej Wody pierwsze schronisko w Tatrach – na jego cześć zostało ono nazwane Schroniskiem Rainera. Budynek funkcjonuje do dziś jako muzeum. Podczas swojego pobytu w Smokowcu kolekcjonował okazy botaniczne, które w 1847 roku przekazał do muzeum w Budapeszcie. Po jego śmierci jego majątek przekazany został na cele naukowe i oświatowe.
Johann Georg Rainer został upamiętniony również dwoma innymi nazwami tatrzańskich obiektów – Chatki Rainera na Polanie Staroleśnej i Źródła Rainera.